# نیدرلاوترباخ
نیدرلاوترباخ (به فرانسوی: Niederlauterbach) یک کمون در فرانسه با جمعیت ۹۲۴ نفر است که در Canton of Lauterbourg واقع شده‌است.